# 大洗サンビーチ海水浴場
大洗サンビーチ海水浴場（おおあらいサンビーチかいすいよくじょう）は、茨城県東茨城郡大洗町にある海水浴場。

## 概要
大洗に海水浴場が誕生したのは1888年（明治21年）のことである。鹿島灘に面し、遠浅で白砂青松が続く海水浴場である。県内最大の海水浴場で、県外各地からも訪れる。
環境省により快水浴場百選に選ばれている。日本初のバリアフリービーチである。
一部地域（南側の一角に限定）で潮干狩りもできるが、大型の採取道具を利用したハマグリの採取などは、茨城県海面漁業調整規則によって禁止されている。海上保安庁も定期的に見回りを行っており、2023年にはハマグリ56キロを採取した男性が摘発されている。
なお、大洗サンビーチと大洗海岸は大洗港を挟んだ位置にある別の場所で、港湾の堤防付近は遊泳禁止であり、大洗観光協会では「大洗海岸は海水浴場ではございません」（磯遊びは可能）としている。

## 歴史
- 2011年（平成23年）3月11日 - 東日本大震災により津波が発生。大洗町には最大波高4.3mの津波が押し寄せた[5]。
- 2017年（平成29年）7月 - 大洗サンビーチ津波避難施設が完成[6]。
- 2020年（令和2年） - 大洗町が観光客に対し新型コロナウイルスの感染症拡大に伴い訪問自粛を要請[7]駐車場は一部閉鎖され、夏場は海水浴場も開場を見合わせた[8]。
- 2021年（令和3年）7月22日 - 2年ぶりの海開き。8月22日までの予定であったが[9]、同年8月6日に新型コロナウイルス感染の急拡大に伴う県独自の緊急事態宣言が発令されたため、同日で閉鎖となった[10]。
- 2023年（令和5年）4月1日 - 茨城県は砂浜への車両乗り入れを禁止した[11]。利用者の安全確保を目的としており、アカウミガメの産卵や希少植物保護による規制の例は他県にもあるが安全対策による規制は例がなく、違反すると海岸法違反（6カ月以下の懲役または30万円以下の罰金）となる[11]。

## イベント
- 大洗海上花火大会  - 大洗サンビーチで毎年夏に開催される。日付が変わっても駐車場から出られないほどの渋滞が発生する。
- ビーチバレー in 大洗  - 大洗サンビーチで毎年夏に開催される国内有数のビーチバレー大会。
- 全日本ビーチ・レスリング選手権大会  - 大洗サンビーチで毎年夏に開催される。日本レスリング協会主催の大会。
- OARAI CUP サーフィン＆ボディボード  - 大洗サンビーチで毎年9月に開催される。サーフィン＆ボディボードの大会。

## 周辺
- 大洗シーサイドステーション
- 茨城港
- 大洗海浜公園
- 大洗わくわく科学館

## 交通アクセス
- 鹿島臨海鉄道大洗鹿島線大洗駅 徒歩約15分
- 北関東自動車道・東水戸道路水戸大洗ICより国道51号で大洗方面